# 粗枝猪毛菜
粗枝猪毛菜（学名：Salsola subcrassa），为藜科猪毛菜属下的一个植物种。